# Улус-Мозжуха
Улус-Мозжуха — упразднённый посёлок находивщийся в административном подчинении Заводского района города Кемерово Кемеровской области. В 2001 году включен в состав Кемерова и исключен из учётных данных.

## География
Посёлок расположен на трассе Кемерово — Новороманово — Юрга. Поблизости расположена промышленная зона Заводского района города Кемерово (крупнейшие промышленные гиганты города ОАО «Азот», «Химпром», Кемеровский каменный карьер). Посёлок Улус-Мозжуха расположен на левом берегу реки Томь. Имеет границы: на севере с посёлком Мозжуха Кемеровского района и территорией Звёздненского сельского поселения, на юге — с посёлком Пригородным и заводами ОАО «Азот», «Химпром»; на востоке через реку Томь — с Кировским районом города Кемерово, на Западе — с Кемеровским каменным карьером и территорией Ясногорского сельского поселения Кемеровского района.
В посёлке 4 улицы:
- Мозжухинская (имеющая асфальтное покрытие);
- Беговая (бывшая Почтовая);
- Улусовская (бывшая Карьерная)
- 2-я Мозжухинская. От улицы Мозжухинская расходятся многочисленные переулки.

## История
Основана в 1606 г. По данным на 1926 году улус Мозжуха состоял из 89 хозяйств. В административном отношении входил в состав Мозжухского сельсовета Щегловского района Кузнецкого округа Сибирского края.

## Население
По переписи 1926 г. в улусе проживало 398 человек (187 мужчины и 211 женщин), основное население — мордва.